# Europees kampioenschap voetbal onder 16 - 1989
Het zevende Europees kampioenschap voetbal onder 16 werd gehouden van 4 mei tot en met 14 mei 1989 in Denemarken. Het toernooi werd voor de eerste keer gewonnen door Portugal. In de finale werd de DDR met 4–1 verslagen. Frankrijk werd derde.
De zestien gekwalificeerde teams werden ingedeeld in vier groepen van vier. De groepswinnaars stroomden door naar de halve finale. Teams hadden voor dit toernooi ook de kans om zich te kwalificeren voor het Wereldkampioenschap voetbal onder 16 van 1989 in 1989 in Schotland, dat al één maand na de finale van dit toernooi zou beginnen. Naast het gastland zouden Portugal en  Duitse Democratische Republiek zich voor dat toernooi kwalificeren.

## Gekwalificeerde landen
| Land                           | Gekwalificeerd als           | Aantal deelnames |
| ------------------------------ | ---------------------------- | ---------------- |
| Denemarken                     | Gastland                     | 3e               |
| Schotland                      | Winnaar kwalificatiegroep 1  | 4e               |
| Duitse Democratische Republiek | Winnaar kwalificatiegroep 2  | 5e               |
| Noorwegen                      | Winnaar kwalificatiegroep 3  | 5e               |
| Italië                         | Winnaar kwalificatiegroep 4  | 5e               |
| Nederland                      | Winnaar kwalificatiegroep 5  | 3e               |
| Portugal                       | Winnaar kwalificatiegroep 6  | 5e               |
| Joegoslavië                    | Winnaar kwalificatiegroep 7  | 6e               |
| Oostenrijk                     | Winnaar kwalificatiegroep 8  | 4e               |
| Zwitserland                    | Winnaar kwalificatiegroep 9  | 2e               |
| Frankrijk                      | Winnaar kwalificatiegroep 10 | 5e               |
| Roemenië                       | Winnaar kwalificatiegroep 11 | 3e               |
| Spanje                         | Winnaar kwalificatiegroep 12 | 4e               |
| Griekenland                    | Winnaar kwalificatiegroep 13 | 4e               |
| Bulgarije                      | Winnaar kwalificatiegroep 14 | 3e               |
| Sovjet-Unie                    | Winnaar kwalificatiegroep 15 | 5e               |

## Groepsfase

### Groep A
| Pos. | Land        | GW | W | G | V | DV | DT | +/− | Ptn. |
| ---- | ----------- | -- | - | - | - | -- | -- | --- | ---- |
| 1    | Portugal    | 3  | 3 | 0 | 0 | 9  | 0  | +9  | 6    |
| 2    | Zwitserland | 3  | 1 | 1 | 1 | 4  | 3  | +1  | 3    |
| 3    | Roemenië    | 3  | 1 | 1 | 1 | 1  | 4  | –3  | 3    |
| 4    | Noorwegen   | 3  | 0 | 0 | 3 | 1  | 8  | –7  | 0    |

|            |          |     |             |           |
| 4 mei 1989 | Portugal | 2–0 | Zwitserland | Silkeborg |
| 4 mei 1989 |          |     |             | Silkeborg |

|            |           |     |          |        |
| 4 mei 1989 | Noorwegen | 0–1 | Roemenië | Aarhus |
| 4 mei 1989 |           |     |          | Aarhus |

|            |          |     |           |        |
| 6 mei 1989 | Portugal | 3–0 | Noorwegen | Spjald |
| 6 mei 1989 |          |     |           | Spjald |

|            |             |     |          |         |
| 6 mei 1989 | Zwitserland | 0–0 | Roemenië | Rodding |
| 6 mei 1989 |             |     |          | Rodding |

|            |          |     |          |            |
| 8 mei 1989 | Portugal | 4–0 | Roemenië | Fredericia |
| 8 mei 1989 |          |     |          | Fredericia |

|            |             |     |           |       |
| 8 mei 1989 | Zwitserland | 4–1 | Noorwegen | Vejen |
| 8 mei 1989 |             |     |           | Vejen |

### Groep B
| Pos. | Land        | GW | W | G | V | DV | DT | +/− | Ptn. |
| ---- | ----------- | -- | - | - | - | -- | -- | --- | ---- |
| 1    | Frankrijk   | 3  | 2 | 1 | 0 | 7  | 3  | +4  | 5    |
| 2    | Joegoslavië | 3  | 2 | 1 | 0 | 4  | 0  | +4  | 5    |
| 3    | Denemarken  | 3  | 1 | 0 | 2 | 10 | 9  | +1  | 2    |
| 4    | Oostenrijk  | 3  | 0 | 0 | 3 | 5  | 14 | –9  | 0    |

|            |           |     |             |           |
| 4 mei 1989 | Frankrijk | 0–0 | Joegoslavië | Hedensted |
| 4 mei 1989 |           |     |             | Hedensted |

|            |            |     |            |       |
| 4 mei 1989 | Oostenrijk | 3–9 | Denemarken | Vejle |
| 4 mei 1989 |            |     |            | Vejle |

|            |           |     |            |        |
| 6 mei 1989 | Frankrijk | 3–2 | Oostenrijk | Aarhus |
| 6 mei 1989 |           |     |            | Aarhus |

|            |             |     |            |         |
| 6 mei 1989 | Joegoslavië | 2–0 | Denemarken | Horsens |
| 6 mei 1989 |             |     |            | Horsens |

|            |           |     |            |       |
| 8 mei 1989 | Frankrijk | 4–1 | Denemarken | Odder |
| 8 mei 1989 |           |     |            | Odder |

|            |             |     |            |       |
| 8 mei 1989 | Joegoslavië | 2–0 | Oostenrijk | Vejle |
| 8 mei 1989 |             |     |            | Vejle |

### Groep C
| Pos. | Land        | GW | W | G | V | DV | DT | +/− | Ptn. |
| ---- | ----------- | -- | - | - | - | -- | -- | --- | ---- |
| 1    | Spanje      | 3  | 2 | 1 | 0 | 5  | 2  | +3  | 5    |
| 2    | Nederland   | 3  | 1 | 1 | 1 | 4  | 5  | –1  | 3    |
| 3    | Bulgarije   | 3  | 0 | 2 | 1 | 3  | 4  | –1  | 2    |
| 4    | Griekenland | 3  | 0 | 2 | 1 | 4  | 5  | –1  | 2    |

|            |           |     |             |           |
| 4 mei 1989 | Bulgarije | 1–1 | Griekenland | Langeskov |
| 4 mei 1989 |           |     |             | Langeskov |

|            |        |     |           |        |
| 4 mei 1989 | Spanje | 2–0 | Nederland | Nyborg |
| 4 mei 1989 |        |     |           | Nyborg |

|            |           |     |        |       |
| 6 mei 1989 | Bulgarije | 2–2 | Spanje | Thurø |
| 6 mei 1989 |           |     |        | Thurø |

|            |             |     |           |        |
| 6 mei 1989 | Griekenland | 3–3 | Nederland | Odense |
| 6 mei 1989 |             |     |           | Odense |

|            |           |     |           |        |
| 8 mei 1989 | Bulgarije | 0–1 | Nederland | Odense |
| 8 mei 1989 |           |     |           | Odense |

|            |             |     |        |           |
| 8 mei 1989 | Griekenland | 0–1 | Spanje | Svendborg |
| 8 mei 1989 |             |     |        | Svendborg |

### Groep D
| Pos. | Land        | GW | W | G | V | DV | DT | +/− | Ptn. |
| ---- | ----------- | -- | - | - | - | -- | -- | --- | ---- |
| 1    | DDR         | 3  | 1 | 2 | 0 | 4  | 3  | +1  | 4    |
| 2    | Sovjet-Unie | 3  | 1 | 2 | 0 | 4  | 3  | +1  | 4    |
| 3    | Schotland   | 3  | 0 | 2 | 1 | 4  | 5  | –1  | 2    |
| 4    | Italië      | 3  | 0 | 2 | 1 | 2  | 3  | –1  | 2    |

|            |             |     |           |         |
| 4 mei 1989 | Sovjet-Unie | 2–1 | Schotland | Kolding |
| 4 mei 1989 |             |     |           | Kolding |

|            |     |     |        |             |
| 4 mei 1989 | DDR | 1–0 | Italië | Sønder Omme |
| 4 mei 1989 |     |     |        | Sønder Omme |

|            |     |     |           |       |
| 6 mei 1989 | DDR | 2–2 | Schotland | Vadre |
| 6 mei 1989 |     |     |           | Vadre |

|            |             |     |        |          |
| 6 mei 1989 | Sovjet-Unie | 1–1 | Italië | Hostebro |
| 6 mei 1989 |             |     |        | Hostebro |

|            |        |     |           |           |
| 8 mei 1989 | Italië | 1–1 | Schotland | Vildbjerg |
| 8 mei 1989 |        |     |           | Vildbjerg |

|            |               |     |             |          |
| 8 mei 1989 | DDR           | 1–1 | Sovjet-Unie | Aabenraa |
| 8 mei 1989 |               |     |             | Aabenraa |
| 8 mei 1989 | Strafschoppen |     |             | Aabenraa |
| 8 mei 1989 | 6–5           |     |             | Aabenraa |

## Knock-outfase
|  | Halve finale       | Halve finale       |   |                 | Finale          | Finale |
|  |                    |                    |   |                 |                 |        |
|  | 11 mei – Kolding   |                    |   |                 |                 |        |
|  | Portugal           | 2                  |   |                 |                 |        |
|  | Spanje             | 1                  |   |                 |                 |        |
|  |                    |                    |   |                 |                 |        |
|  |                    |                    |   |                 | 14 mei – Vejle  |        |
|  |                    |                    |   |                 | Portugal        | 4      |
|  |                    | DDR                | 1 |                 |                 |        |
|  |                    |                    |   |                 |                 |        |
|  |                    |                    |   |                 | Derde plaats    |        |
|  | 11 mei – Silkeborg | 11 mei – Silkeborg |   | 14 mei – Brande | 14 mei – Brande |        |
|  | Frankrijk          | 0                  |   | Frankrijk       | 3               |        |
|  | DDR                | 3                  |   |                 | Spanje          | 2      |

### Finale
|             |                                        |     |           |       |
| 14 mei 1989 | Portugal                               | 4–1 | DDR       | Vejle |
| 14 mei 1989 | Lemos 16' Figo 58' Simão 63' Gomes 79' |     | 46' Kampf | Vejle |